# Brachiaria gilesii
Brachiaria gilesii là một loài thực vật có hoa trong họ Hòa thảo. Loài này được (Benth.) Chase mô tả khoa học đầu tiên năm 1920.